# Наранхіто (Пуерто-Рико)
Наранхіто (ісп. Naranjito, МФА: [naɾaŋˈxito]) — муніципалітет Пуерто-Рико, острівної території у складі США. Заснований 3 грудня 1824 року.

## Географія
Наранхіто розташований у центральній частині острову Пуерто-Рико.
Площа суходолу муніципалітету складає 73 км² (59-е місце за цим показником серед 78 муніципалітетів Пуерто-Рико).

## Демографія
Станом на 2010 рік на території муніципалітету мешкало 30 402 ос.
Динаміка чисельності населення:

## Населені пункти
Основним населеним пунктом муніципалітету Наранхіто є однойменне місто:
| Населений пункт | Статус | Населення :   | Населення :   | Населення :   |
| Населений пункт | Статус | на 01.04.1990 | на 01.04.2000 | на 01.04.2010 |
| --------------- | ------ | ------------- | ------------- | ------------- |
| Наранхіто       | Місто  | 2 368         | 1 931         | 1 655         |